# Thomas Georg Münster
Thomas Georg Münster, född 1 mars 1855 i Kristiania, död där 10 mars 1938, var en norsk bergsingenjör och entomolog. Han var son till metallurgen Emil Bertrand Münster. 
Münster blev bergkandidat 1878, myntproberare 1892 och myntmästare i Kongsberg 1899 samt blev bergmästare 1906. Från 1882 hade han flera år anställning i Norges geologiske undersøkelse, för vilken han utfört betydande kartläggningsarbeten. Han var en framstående entomolog, ägde Norges största privata insektsamling och var sysselsatt med att utarbeta Index coleopterorum Norvegiæ (I, 1901), som utgavs av Videnskabsselskabet i Kristiania. Han representerade Kongsberg i stortinget 1891–1897, där han tillhörde Venstre.